# Primera División Uruguaya 1976
Il campionato era formato da dodici squadre e il Defensor vinse il titolo.

## Classifica finale
| Pos. | Squadra              | G  | V  | N  | P  | GF | GS | Punti |
| ---- | -------------------- | -- | -- | -- | -- | -- | -- | ----- |
| 1    | Defensor             | 22 | 13 | 6  | 3  | 33 | 24 | 32    |
| 2    | Peñarol              | 22 | 13 | 5  | 4  | 38 | 23 | 31    |
| 3    | Nacional             | 22 | 12 | 4  | 6  | 43 | 30 | 28    |
| 4    | Danubio              | 22 | 8  | 7  | 7  | 28 | 26 | 23    |
| 5    | Huracán Buceo        | 22 | 7  | 8  | 7  | 35 | 36 | 22    |
| 6    | Montevideo Wanderers | 22 | 7  | 7  | 8  | 29 | 30 | 21    |
| 7    | River Plate          | 22 | 4  | 11 | 7  | 26 | 31 | 19    |
| 8    | Cerro                | 22 | 6  | 7  | 9  | 21 | 29 | 19    |
| 9    | Fénix                | 22 | 5  | 8  | 9  | 31 | 35 | 18    |
| 10   | Rentistas            | 22 | 5  | 8  | 9  | 30 | 37 | 18    |
| 11   | Sud América          | 22 | 5  | 8  | 9  | 21 | 29 | 18    |
| 12   | Liverpool            | 22 | 5  | 5  | 12 | 25 | 30 | 15    |

G = Partite giocate; V = Vittorie; N = Nulle/Pareggi; P = Perse; GF = Goal fatti; GS = Goal subiti; 

## Classifica marcatori
| Gol |  |  | Giocatore       | Squadra |
| --- |  |  | --------------- | ------- |
| 18  |  |  | Fernando Morena | Peñarol |